# 小行星8998
小行星8998（英語：Matthewizawa）是一颗围绕太阳公转的小行星。1981年3月3日，舒爾特·巴斯在赛丁泉天文台发现了此天体。
这颗小行星的绝对星等为100.95013等。